# Ivan Andreïevitch Argamakov
Ivan Andreïevitch Argamakov (en russe : Иван Андреевич Аргамаков), né le 15 décembre 1775 à Osokino (Oblast de Kostroma), décédé le 9 mars 1820.
Au cours des Guerres napoléoniennes, il fut l'un des commandants en chef de l'Armée impériale de Russie. Major-général russe (1813).

## Biographie
Issu d'une famille noble de la province de Kostroma. De 1782 à 1793, il fit ses études militaires dans un corps d'infanterie de la noblesse. Le 25 juin 1793, au grade de poroutchik (lieutenant) il fut affecté au 10e régiment de Hussards Ingermanlandski.
Le 31 juillet 1794, sous les murs de la ville de Vilnius, il reçut son baptême du feu dans une bataille opposant l'armée russe aux confédérés polonais. La même année, il fut promu capitaine. Le 2 décembre 1805, dans les rangs du 16e régiment de Dragons de Tver, il prit part à la bataille d'Austerlitz. Le 29 juin 1806, nommé commandant de ce régiment de cavalerie, il fut engagé dans les campagnes militaires en Moldavie et en Valachie. Il s'illustra dans le conflit opposant la Russie à la Turquie (1806-1812), notamment pendant le siège de Braïlov. Le 12 décembre 1807, il fut élevé au grade de colonel et le 4 avril 1810, il reçoit le commandement en chef des Dragons de Jytomyr.
En service dans ce régiment de Dragons, en 1812, Ivan Argamakov fut incorporé à la 16e brigade, de la 5e division appartenant au 3e corps de cavalerie d'observation de réserve placé sous le commandement du général Charles de Lambert. Il s'illustra au cours des prises de Minsk et de Borissov. Après la bataille de la Bérézina où une nouvelle fois il s'illustra, il fut chargé du harcèlement des troupes napoléoniennes (de la Bérézina au Niémen - 29 novembre 1812 au 14 décembre 1812). Près de la ville de Vilnius, il sortit victorieux d'un combat mené contre un détachement commandé par un général polonais. En récompense de sa bravoure, le 4 août 1813, il fut décoré de l'ordre de Saint-Georges (4e classe). En novembre 1812, près du village de Ponary, il participa à la défaite du reste de l'armée française, ce qui mit un terme à la Campagne de Russie.
Du 22 janvier au 29 décembre 1813, pendant le siège de Dantzig, Argamakov prit part aux batailles de Königswartha (19 mai 1813), Bautzen (21 mai 1813), et Leipzig (16 octobre - 19 octobre 1813). Au cours de ces combats, il fit preuve d'un grand courage, en récompense, il lui fut décerné l'Ordre de Sainte-Anne (1re classe). En 1814, pendant le siège de Hambourg (mai 1813-mai 1814), il fut engagé dans les différents combats menés pour la libération de la ville de Hambourg détenue par l'armée française commandée par le maréchal Louis Nicolas Davout. Le 15 septembre 1813, Argamakov fut élevé au grade de major-général. En 1815, il commanda différentes brigades dans la 3e division du régiment de Uhlans caserné en Ukraine. Le 14 février 1820 il fut placé à la tête de la 1re brigade appartenant à la 3e division d'un régiment de Dragons.

## Distinctions

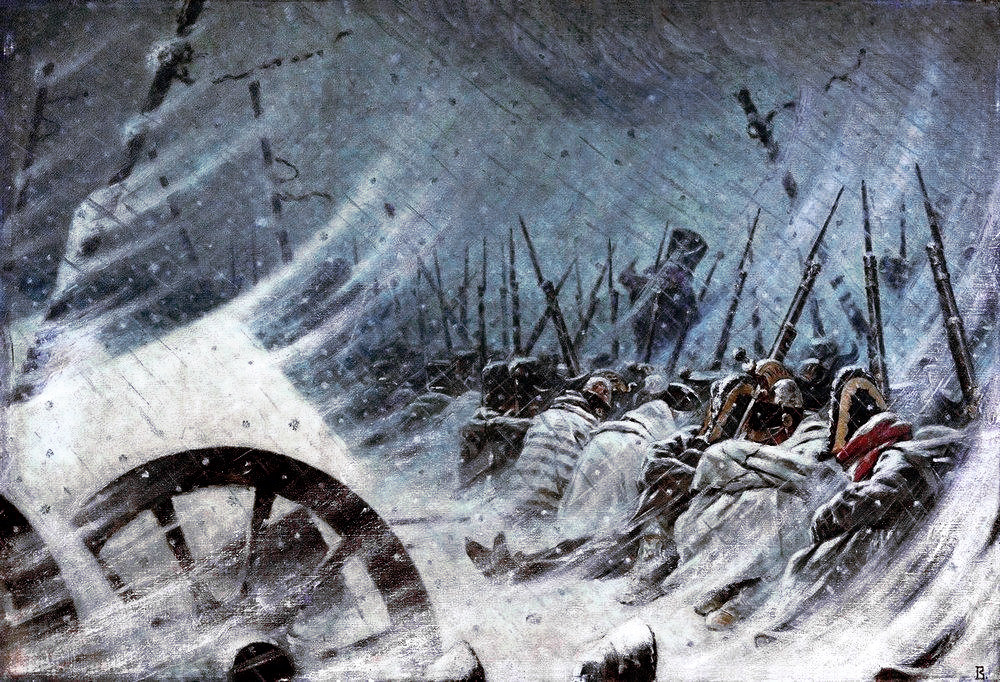
Le bivouac de nuit de l'armée de Napoléon Ier pendant la retraite de Russie (1812). Huile sur toile. Musée historique. Moscou. Russie, une œuvre de Vassili Verechtchaguine (1896-1897)

- 4 août 1813 : Ordre de Saint-Georges (4e classe) ;
- 1813 : ordre de Sainte-Anne (2e classe) ;
- 1813 : ordre de Saint-Vladimir (3e classe) ;
- 1813 : ordre de Sainte-Anne (1re classe) ;
- Ordre de Saint-Jean de Jérusalem (Russie impériale) ;
- Médaille d'argent commémorant la Guerre patriotique de 1812.

## Sources
- (ru) Cet article est partiellement ou en totalité issu de l’article de Wikipédia en russe intitulé « Аргамаков, Иван Андреевич » (voir la liste des auteurs).
- Dictionnaire des généraux russes, les membres ayant participé aux combats contre l'armée Napoléon Bonaparte (1812-1815)www.museum.ru